# Coca-Cola
Coca-Cola är en kolsyrad läskedryck med colasmak som tillverkas av The Coca-Cola Company, grundat 1886 i Atlanta, Georgia, USA. Coca-Cola säljs i olika varianter i länder över hela världen, och är ett av världens starkaste varumärken.

## Historik

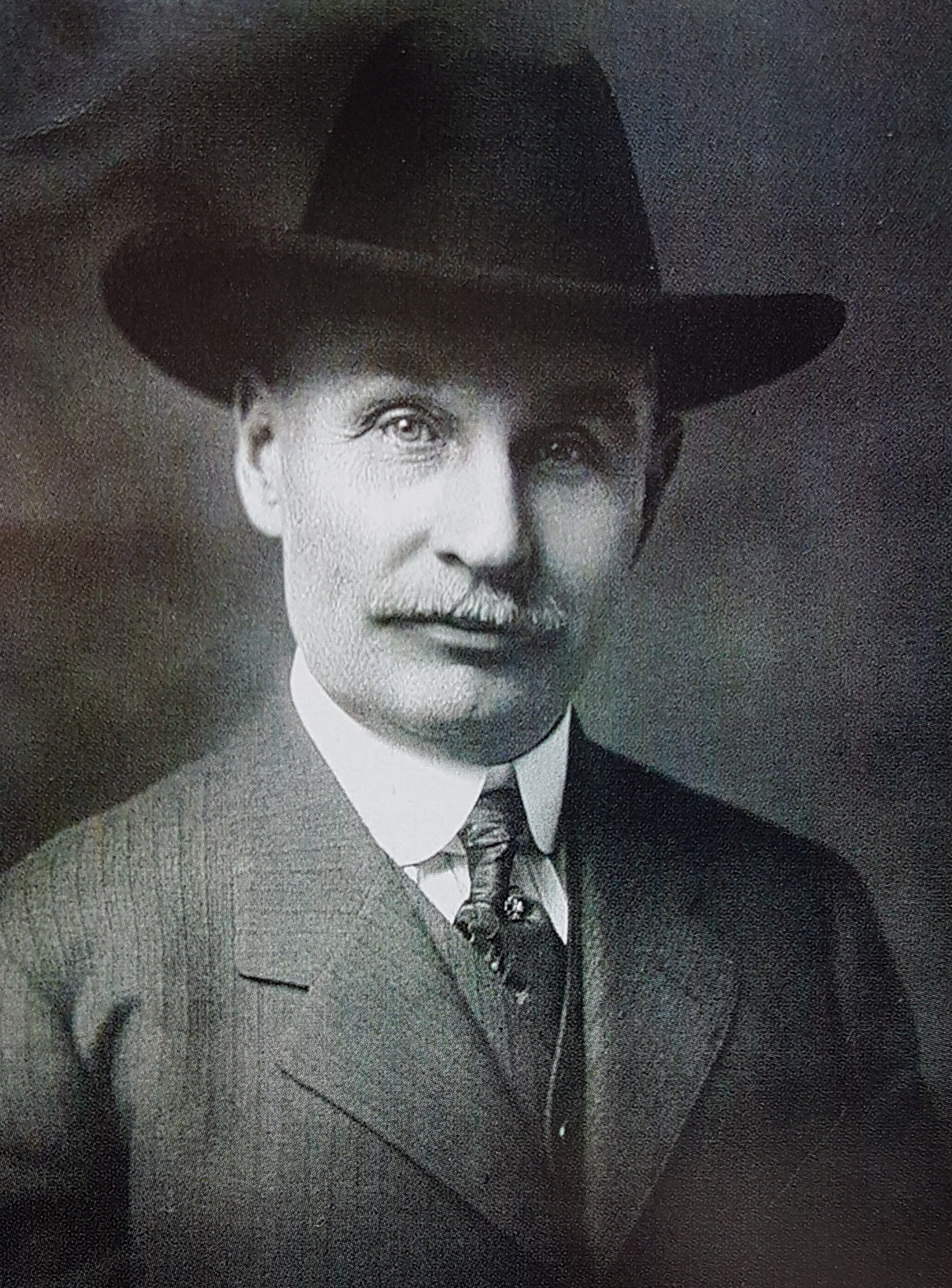
Alexander Samuelson var platschef på Root Glass Company, där prototypen för den första flaskan togs fram 1915.

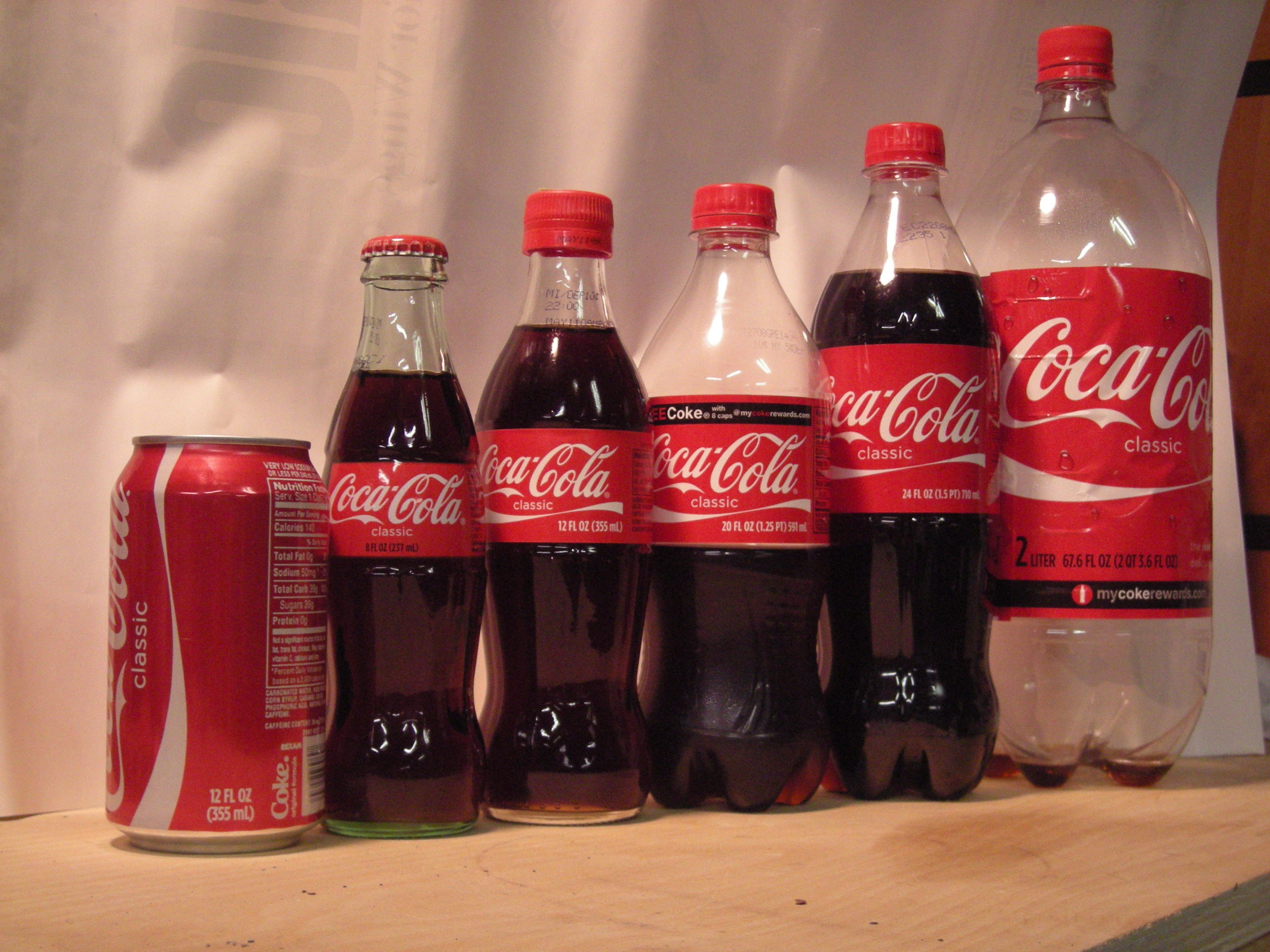
Olika typer av Coca-cola-förpackningar.

Det första Coca-Cola-koncentratet (Pemberton's French Wine Coca) tillverkades av apotekaren John Stith Pemberton den 8 maj 1886 i Atlanta i Georgia. Pemberton publicerade den första annonsen för drycken senare i samma månad i Atlanta Journal. Den nya drycken marknadsfördes och såldes som en patentmedicin och Pemberton hävdade att den kunde bota många sjukdomar, bland annat morfinberoende, matsmältningsbesvär, nervsjukdomar, huvudvärk och impotens.
Pemberton sålde 1887 sitt recept för 2300 dollar till Asa Griggs Candler. Redan 1895 kunde man köpa Coca-Cola i hela USA, men dryckens genombrott som något av en nationaldryck kom först under andra världskriget då företaget, sponsrat av USA:s armé, drev ett antal mobila fabriker utomlands för att kunna erbjuda drycken till amerikanska soldater i fält i princip varhelst de befann sig. 
År 1915 gick The Coca-Cola Company ut med en förfrågan till ett antal amerikanska glastillverkare för att få hjälp att utveckla en ny flaska som skulle få Coca-Cola att sticka ut på butikshyllorna. En design signerad the Root Glass Company stod som vinnare och lanserades på marknaden 1916. Glasingenjören, tillika emigrerade svensken, Alexander Samuelson sägs ha formgivit flaskan; åtminstone stod hans namn på patentet. Flaskan är en av få produktförpackningar som beviljats varumärkesskydd från amerikanska patentverket.
Drycken lanserades i Tyskland 1929, och har importerats i begränsad omfattning sedan åtminstone 1931 i Sverige, och det dröjde till 1953 innan drycken började produceras i Sverige. Den fick sitt genombrott i Europa under och efter andra världskriget. Fram till 1953 var coladrycker förbjudna att tillverka i Sverige eftersom de innehöll fosforsyra (E338) och koffein. Den första coladrycken som producerades i Sverige var Afri-Cola, från Alingsås Bryggeri, som sålde 2 000 flaskor redan på nyårsdagen 1953 under en handbollsmatch i Mässhallen i Göteborg.
Coca-Cola ändrade sitt recept 1985, men denna variant, som senare har kommit att kallas New Coke och formellt heter Coca-Cola II sedan 1992, blev aldrig populär och det klassiska receptet kom snart tillbaka.
På 1980-talet lanserade Coca Cola den nya drycken Coca Cola Light, en dryck som inte innehåller socker eller kalorier. 1983 lanserades den i Sverige. Den mycket liknande drycken Coca Cola Zero, som inte heller har något socker eller några kalorier, lanserades i Sverige 2007.
År 2014 fanns drycken i fler än 200 länder och 98 procent av jordens befolkning kände till Coca-Cola-logotypen och konturflaskan.

### Coca-Cola i Sverige

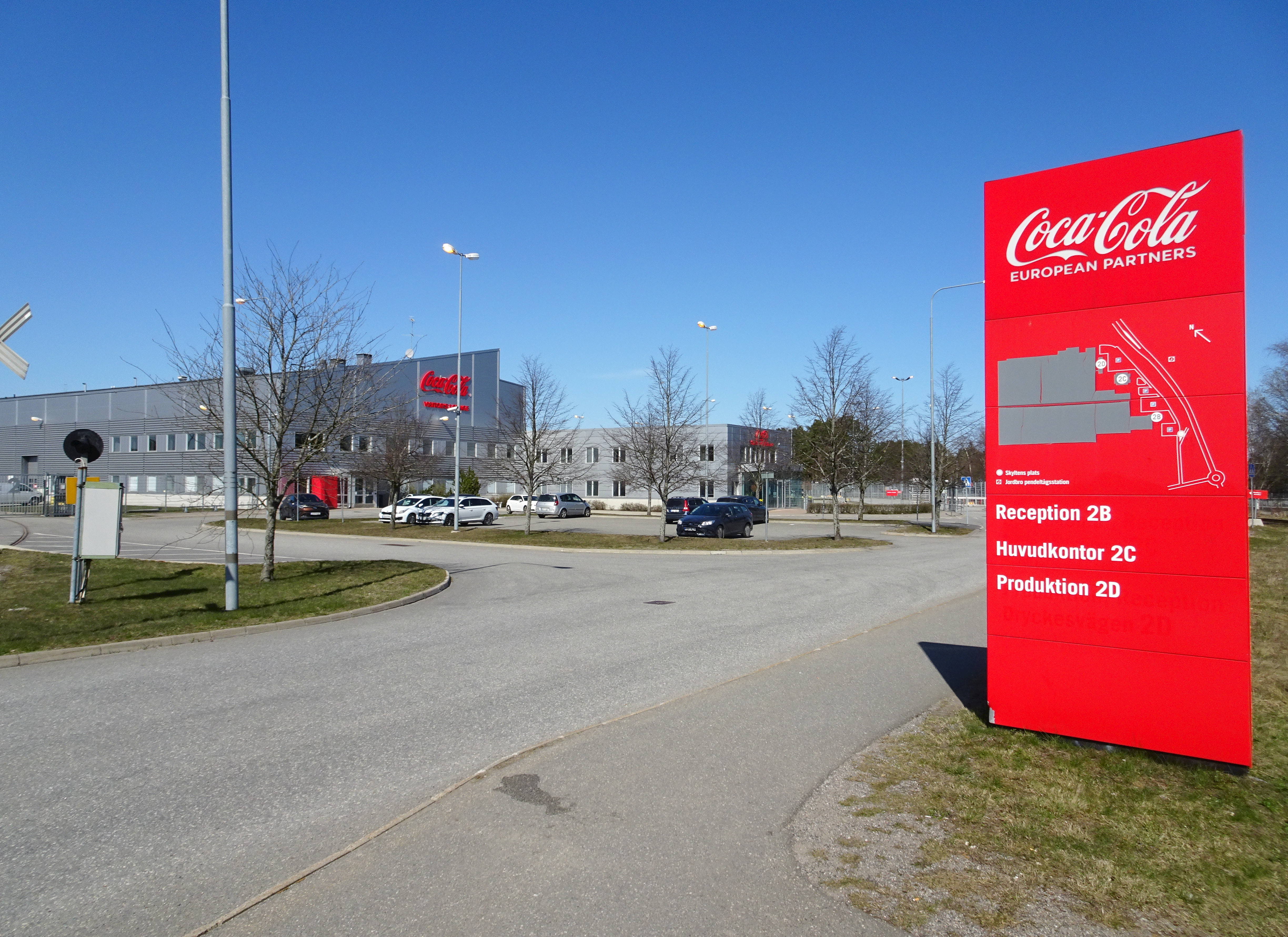
Coca-Cola i Jordbro industriområde.

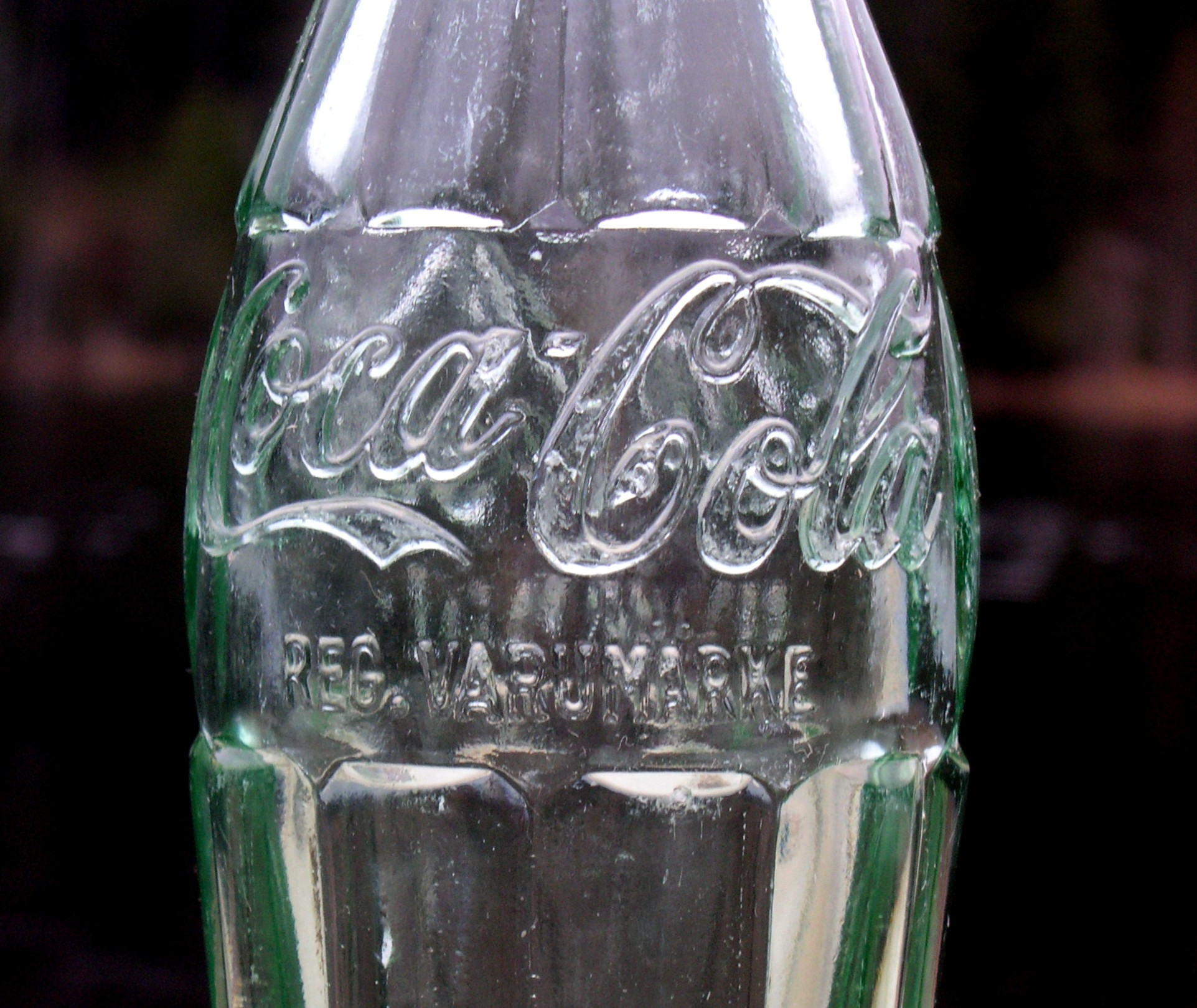
Svensk Coca-Cola-flaska från 1950-talet.

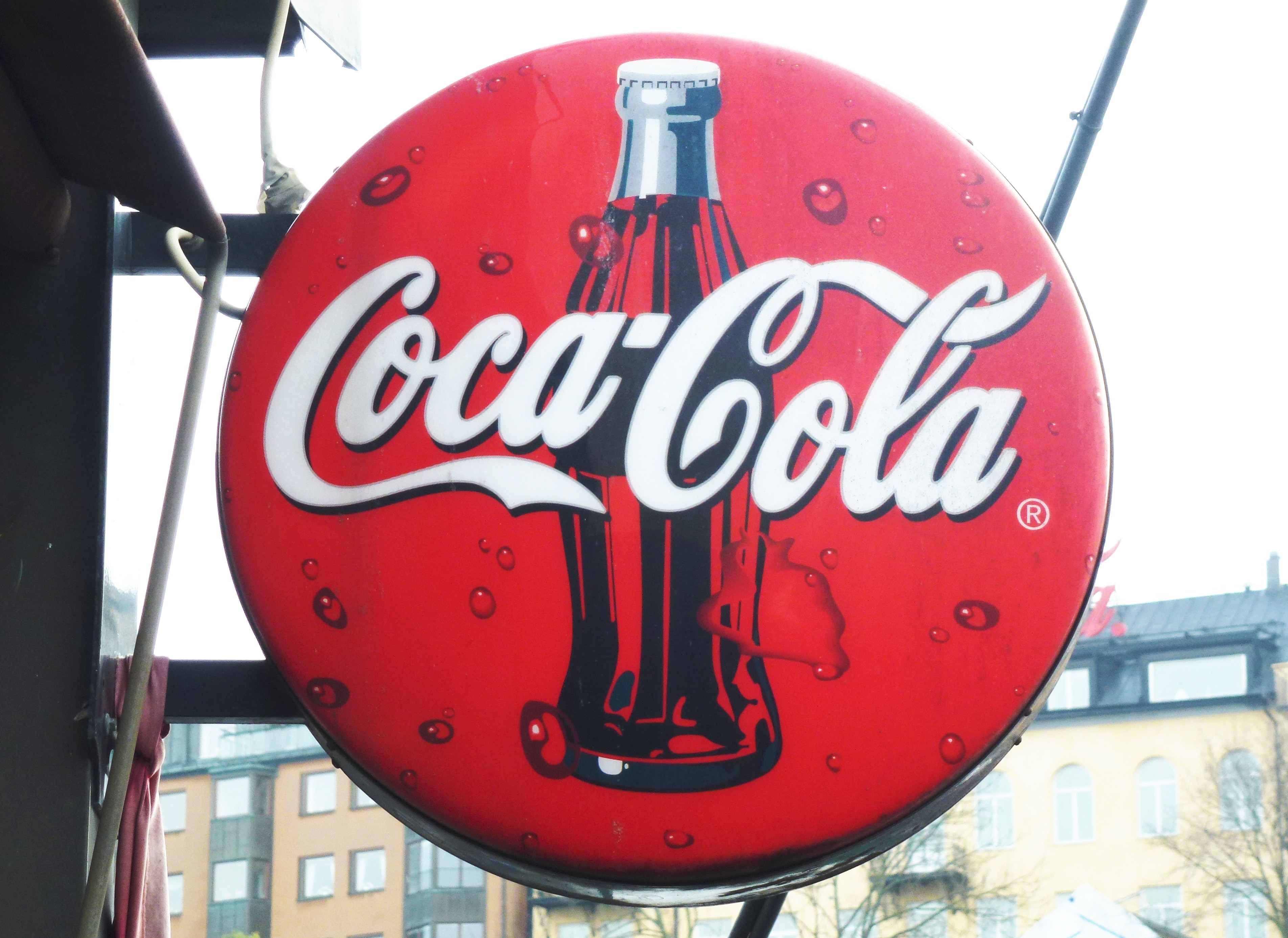
Klassisk Coca Cola-skylt på Restaurang Strömmen, Stockholm.

Efter att drycken introducerats i Sverige framställdes den på licens av som mest sex bryggerier, till exempel av Tre Kronor i Sundbyberg, men antalet minskade efterhand, tills endast Pripps återstod. 1996 beslutade Coca-Cola att bryta samarbetet med Pripps och byggde en egen anläggning, sedan Pripps vägrat ge efter för Coca-Colas krav på Pripps läsksortiment.
Målet var att sälja mer Coca-Cola på bekostnad av bland annat julmust vilket Pripps inte var med på. Bolaget Coca-Cola Drycker Sverige AB bildades. Under december minskar försäljningen av Coca-Cola och andra läskprodukter med 50 procent (1999), mestadels på grund av att försäljningen av julmust ökar kraftigt. Under 2004 tillverkade Coca Cola en egen julmust under namnet Bjäre, men man drog in denna 2008 på grund av för dålig försäljning.
Sedan 1998 har Coca-Cola sitt huvudkontor och sin produktionsanläggning i Jordbro industriområde i Haninge kommun. Man tillverkar cirka 350 miljoner liter dryck varje år för den svenska marknaden. Anläggningen i Jordbro är både Coca-Cola European Partners huvudsäte och enda produktionsanläggning i Sverige. Det finns planer på att öka produktionen från 346 miljoner liter år 2017 till 590 miljoner liter år 2028.

## Det hemliga receptet
Enligt en marknadsföringsstrategi startad av Robert W. Woodruff beskriver företaget själva receptet till Coca-Cola som en av världens mest bevakade företagshemligheter som bara ett antal utvalda medarbetare har tillgång till. Receptet förvaras i ett bankvalv i Atlanta i USA. Forskare och andra kan dock med dagens avancerade analysmetoder enkelt identifiera vad som bygger upp mat- och dryckprodukter.
Det har genom åren ryktats om många ingredienser, bland annat att Coca-Cola ska ha innehållit kokain. Detta stöds av Frederick Allen med flera historiska uppgifter i boken Secret Formula. Enligt boken togs den sista spårmängden kokain bort ur receptet år 1929. I själva verket ska det inte ha varit fråga om kokain, utan den besläktade kemikalien ekgonin. Ted Ryan, ansvarig för Coca-Cola-arkivet, har hävdat att Coca-Cola aldrig innehållit kokain.
På ett fotografi, i tidningen Atlanta Journal-Constitution, sägs Coca-Colas recept vara publicerat år 1979 och detta har florerat runt över internet i över 10 år. Fotografiet ska enligt Daily Mail (och thisamericanlife.org.) föreställa en lapp, skriven av en vän till uppfinnaren John Pemberton, som sedan förts vidare genom generationerna.

## Coca-Cola och hälsan
Coca-Cola är en läskedryck och har följaktligen samma eller liknande hälsoeffekter som övriga sådana drycker, det vill säga fetma, diabetes och karies. Coca-Colans speciellt stora genomslagskraft tillskrivs kombinationen av koffein och hög sockerhalt som ger ett dubbelt sug. Koffein är beroendeframkallande. Cola-drycker innehåller cirka 10 milligram koffein per deciliter, vilket är mindre än i kaffe. Det totala intaget av cola-drycker är dock ofta större än av kaffe, varvid skillnaden i totalt intag blir mindre.
Coca-Colas reklam ger ibland intrycket att det är en hälsosam dryck. Australiens konkurrens- och konsumentkommission (ACCC) gav år 2009 Coca-cola ett föreläggande att publicera annonser med rättelser av tidigare påståenden, med bland annat. följande motivering:
| ”                                                | Coke's messages were totally unacceptable, creating an impression which is likely to mislead that Coca-Cola cannot contribute to weight gain, obesity and tooth decay. They also had the potential to mislead parents about the potential consequences of consuming Coca Cola. (Översättning: Cokes budskap var helt oacceptabla genom att de gav ett sannolikt vilseledande intryck att Coca-Cola inte kan bidra till viktökning, fetma och karies. De hade även potential att vilseleda föräldrar ifråga om eventuella konsekvenser av att konsumera Coca-Cola.) | „ |
| – Australian Competition and Consumer Commission | |   |

## Coca-Cola-varianter
- Coca-Cola
- Coca-Cola Light eller Diet Coca-Cola (även kallad Diet Coke) - sockerfri variant
- Coca-Cola Zero - sockerfri variant (som togs fram för att konkurrera med Pepsi Max)
- Coca-Cola Life - med sötningsmedlet stevia och mindre socker. Lanserades i Sverige 2014. [17]
- Coca-Cola Cherry (även kallad Cherry Coke) - med smak av körsbär. Detta var den första smaksatta Coca-Cola-varianten.
- Vanilla Coke - med smak av vanilj
- Coca-Cola BlāK - med smak av kaffe
- Coca-Cola Light Green Tea - med smak av grönt te
- Coca-Cola Clear - färglös, sockerfri  variant med smak av citron
- Coca-Cola Plus - japansk version på Coca-Cola med fibrer [18]
- Coca-Cola Light Exotic Mango - sockerfri variant med smak av mango
- Coca-Cola 3000 Zero Sugar - sockerfri variant framtagen med hjälp av AI[19]
- Coca-Cola Lemon - med smak av citron
- Coca-Cola Zero Sugar Lime - sockerfri variant med smak av lime

### Specialvarianter
- Vit Coca-Cola – en färglös Coca-Cola som togs fram för marskalken av Sovjetunionen och nationalhjälten, Georgij Zjukov.[20]

## Coca-Colas reklamfraser

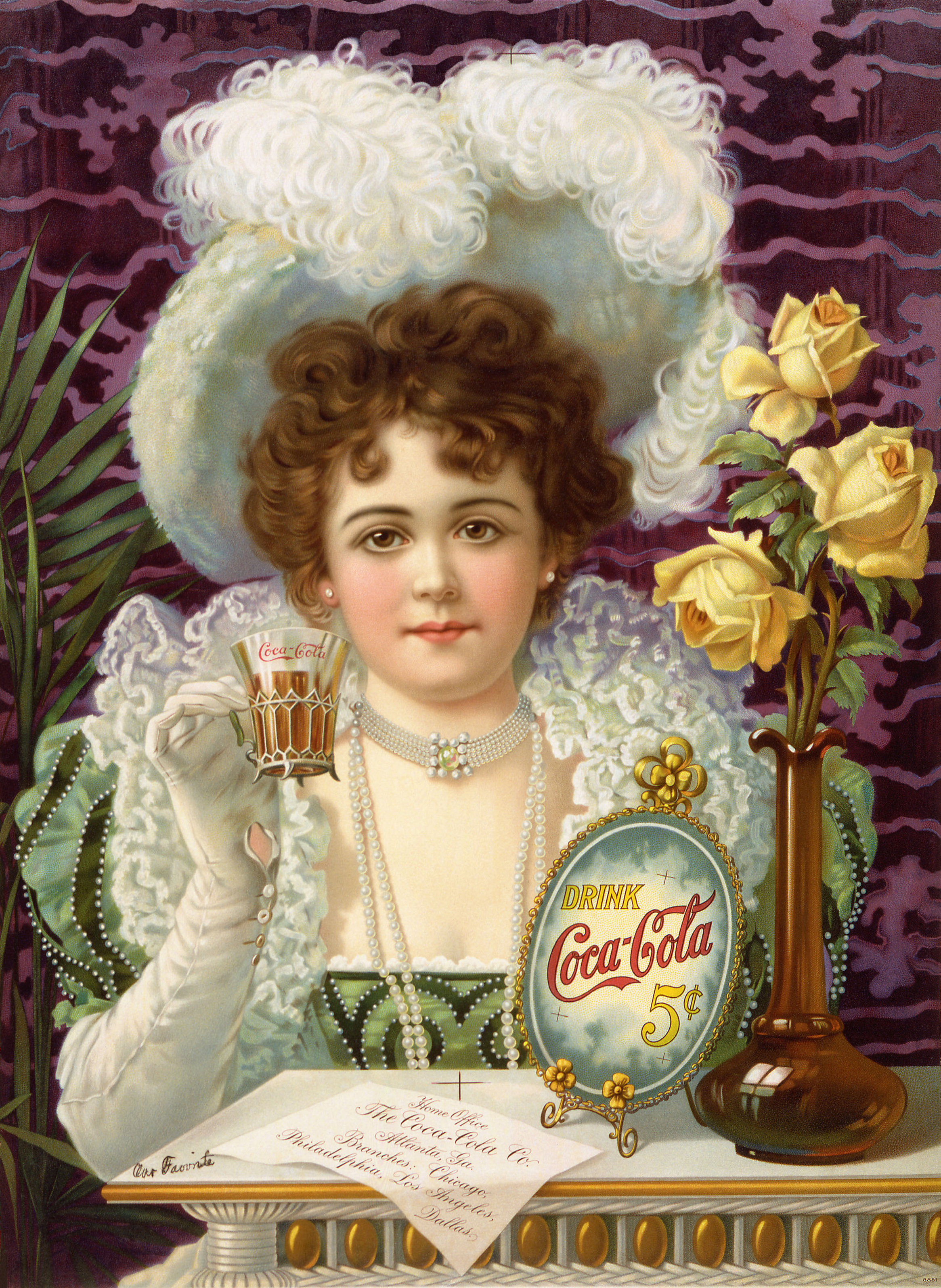
"Drink Coca Cola, 5 cents". Reklam från sekelskiftet 1900.

En stor del av Coca-Colas framgångar beror på marknadsföringen. Under åren har man haft en mängd olika kampanjteman:

- 1886 – "Drink Coca-Cola"
- 1904 – "Delicious and refreshing"
- 1905 – "Coca-Cola revives and sustains"
- 1906 – "The Great National Temperance Beverage"
- 1907 – "Good To The Last Drop"
- 1917 – "Three Million a Day"
- 1922 – "Thirst knows no season"
- 1923 – "Enjoy thirst"
- 1924 – "Refresh Yourself"
- 1925 – "Six Million a Day"
- 1926 – "It had to be good to get where it is"
- 1927 – "Around the corner from everywhere" och "Pure as sunlight"
- 1929 – "The pause that refreshes"
- 1932 – "Ice cold sunshine"
- 1938 – "The best friend thirst ever had"
- 1939 – "Thirst Asks Nothing More"
- 1939 – "Whoever You Are, Whatever You Do, Wherever You May Be, When You Think of Refreshment Think of Ice Cold Coca‑Cola"
- 1942 – "The Only Thing Like Coca‑Cola is Coca‑Cola Itself"
- 1948 – "Where there is Coke there is hospitality"
- 1949 – "Along the Highway to Anywhere"
- 1952 – "What You Want is a Coke"
- 1956 – "Coca-Cola... makes good things taste better"
- 1957 – "Sign of Good Taste"
- 1958 – "The Cold, Crisp Taste of Coke"
- 1959 – "Be really refreshed"
- 1963 – "Things go better with Coke"
- 1969 – "It's the real thing"
- 1971 – "I'd Like to Buy the World a Coke" (del av kampanjen "It's the Real Thing")
- 1975 – "Look Up America"
- 1976 – "Coke adds life"
- 1979 – "Have a Coke and a smile"
- 1980 – "C'mon Baby let's Go!! "
- 1982 – "Coke is it!"
- 1985 – "We've Got a Taste for You"
- 1985 – "America's Real Choice"
- 1986 – "Red, White & You" (för Coca‑Cola classic)
- 1986 – "Catch the Wave" (för Coca‑Cola)
- 1987 – "When Coca‑Cola is a Part of Your Life, You Can't Beat the Feeling"
- 1988 – "You can't beat the feeling"
- 1989 – "Official Soft Drink of Summer"
- 1990 – "You Can't Beat the Real Thing"
- 1993 – "Always Coca-Cola"
- 2000 – "Coca‑Cola. Enjoy"
- 2001 – "Life Tastes Good"
- 2002 – "All the world Loves a Coke"
- 2003 – "Coca‑Cola ... Real"
- 2005 – "Make It Real"
- 2006 – "The Coke Side of Life"
- 2007 – "Live on the Coke Side of Life"
- 2008 – "Unity on the Coke Side of Life"
- 2009 – "Open happiness"
- 2015 – "Choose happiness"
- 2016 – "Taste the Feeling" i samarbete med Avicii
- 2018 – "Allt vi delar förenar oss" (första svenska reklamfilmen)[22]
- 2021 – "Refresh the World. Make a Difference"[23][24]
- 2021 – "Real Magic"